# Mobile Application Part
Format:SS7stack
Mobile Application Part (MAP) este un protocol GSM care oferă un nivel aplicație pentru diferite noduri din rețeaua pincipală de telefonie mobilă pentru a facilita comunicația între ele, făcându-le capabile astfel să ofere servicii utilizatorilor de telefoane mobile.
MAP se bazează pe standardele ETSI/3GPP:
- în versiunile numai GSM (înainte de R4) : TR 09.02 ;
- De la versiunile 3G/GSM R99 : TS 29.002 .
MAP este implementat în cadrul familiei de protocoale SS7.  Principalele operații făcute de MAP sunt:
- Managementul mobilității
- Operațiuni și Întreținere
- Administrarea apelurilor
- Servicii suplimentare
- Serviciu de mesaje scurte (SMS)